# Banara vanderbiltii
Banara vanderbiltii é uma rara espécie de planta da família do salgueiro conhecida pelo nome comum de palo de ramon. É endémica do Porto Rico, onde há menos de 20 plantas individuais conhecidas na natureza. No momento em que foi listada como uma das espécies ameaçadas dos Estados Unidos, em 1987, havia apenas seis unidades restantes.
A planta foi descoberta em 1899 e nomeada em honra a Cornelius Vanderbilt, que financiou expedições de descoberta e recolha de plantas.